# Always (album, Ivan Král)
Always je sólové studiové album českého hudebníka Ivana Krále, které vyšlo 19. září 2014. Hudbu ke všem písním složil Ivan Král a autorkou textů je jeho přítelkyně Cindy Hudson (spoluautorem jedné písně je Don Swinkerath). Jde o jeho první album od dvanáct let staré nahrávky Photoalbum. Král na albu obstaral několik různých nástrojů; vedle něj zde hraje pouze bubeník a saxofonista. Autorem fotografie na obalu alba je Roman Černý. Píseň „Angel“, která album uzavírá, Král představil již v říjnu 2012 v pořadu Show Jana Krause, kde jej na klavír doprovázel Bruce Brody.

## Seznam skladeb
| Pořadí | Název                        | Délka |
| ------ | ---------------------------- | ----- |
| 1.     | Make Up Your Mind            | 2:50  |
| 2.     | Tear My Heart                | 3:08  |
| 3.     | I'll Be There                | 3:13  |
| 4.     | Tell Me                      | 3:21  |
| 5.     | Mystery Girl                 | 2:44  |
| 6.     | Back Off                     | 2:36  |
| 7.     | Never Want to be Without You | 3:28  |
| 8.     | Ball and Chain               | 2:22  |
| 9.     | Time                         | 2:28  |
| 10.    | Jealousy                     | 3:05  |
| 11.    | Hard to Please               | 3:21  |
| 12.    | Angel                        | 4:00  |

## Obsazení
- Ivan Král – zpěv, kytara, baskytara, klávesy
- Tino Gross – bicí
- Johnny Evans – saxofon